# Amblystomus
Amblystomus is een geslacht van kevers uit de familie van de loopkevers (Carabidae). De wetenschappelijke naam van het geslacht is voor het eerst geldig gepubliceerd in 1837 door Wilhelm Ferdinand Erichson.

## Soorten
Het geslacht Amblystomus omvat de volgende soorten:
- Amblystomus aeneolus (Chaudoir, 1876)
- Amblystomus aenescens (Motschulsky, 1858)
- Amblystomus alberti Basilewsky, 1951
- Amblystomus algirinus Reitter, 1887
- Amblystomus amabilis (Boheman, 1848)
- Amblystomus anthracinus (Sloane, 1898)
- Amblystomus australis Motschulsky, 1864
- Amblystomus basalis Peringuey, 1896
- Amblystomus bayeri Burgeon, 1935
- Amblystomus bilineatus G.Muller, 1942
- Amblystomus biplagiatus G.Muller, 1942
- Amblystomus bivittatus Andrewes, 1919
- Amblystomus blandus Peringuey, 1896
- Amblystomus breviceps Andrewes, 1947
- Amblystomus capensis (Motschulsky, 1864)
- Amblystomus cephalotes Reitter, 1896
- Amblystomus chalceus Andrewes, 1939
- Amblystomus colasi Basilewsky, 1948
- Amblystomus convexus (W.S.MacLeay, 1825)
- Amblystomus cuneatus Landin, 1955
- Amblystomus dantei Facchini, 2012
- Amblystomus decaryi Alluaud, 1935
- Amblystomus dispar Basilewsky, 1951
- Amblystomus dorsiger G.Muller, 1942
- Amblystomus dromioides Bates, 1889
- Amblystomus eburneus Basilewsky, 1951
- Amblystomus eduardinus Burgeon, 1935
- Amblystomus escorialensis Gautier des Cottes, 1866
- Amblystomus femoralis (Motschulsky, 1858)
- Amblystomus flavipes (Motschulsky, 1858)
- Amblystomus fuscescens (Motschulsky, 1858)
- Amblystomus gagatinus (Macleay, 1871)
- Amblystomus geayi Alluaud, 1935
- Amblystomus gracilis (Blackburn, 1888)
- Amblystomus guttatus Bates, 1873
- Amblystomus guttula (Dejean, 1831)
- Amblystomus hessei Basilewsky, 1948
- Amblystomus ignobilis Andrewes, 1947
- Amblystomus imerinae (Jeannel, 1948)
- Amblystomus indicus (Nietner, 1858)
- Amblystomus indotatus Basilewsky, 1946
- Amblystomus inflaticeps Andrewes, 1947
- Amblystomus intermedius Peringuey, 1899
- Amblystomus iranicus Jedlicka, 1961
- Amblystomus jeanneli Basilewsky, 1948
- Amblystomus katanganus Burgeon, 1935
- Amblystomus labroexcisus Facchini, 2012
- Amblystomus laetus (Blackburn, 1888)
- Amblystomus latefasciatus Basilewsky, 1963
- Amblystomus laticeps Andrewes, 1933
- Amblystomus latus Andrewes, 1947
- Amblystomus lepineyi Alluaud, 1934
- Amblystomus levantinus Reitter, 1883
- Amblystomus louwerensi Landin, 1955
- Amblystomus mauritanicus (Dejean, 1829)
- Amblystomus metallescens (Dejean, 1829)
- Amblystomus metallicus (Blackburn, 1888)
- Amblystomus metrius Basilewsky, 1951
- Amblystomus minimus (Dejean, 1829)
- Amblystomus minutulus Basilewsky, 1946
- Amblystomus minutus (Castelnau, 1867)
- Amblystomus montanus (Blackburn, 1891)
- Amblystomus natalicus Peringuey, 1896
- Amblystomus niger (Heer, 1841)
- Amblystomus nigrinus Csiki, 1931
- Amblystomus nigrofemoratus Basilewsky, 1946
- Amblystomus nitidiceps G.Muller, 1942
- Amblystomus notabilis Landin, 1955
- Amblystomus obliquus (Sloane, 1898)
- Amblystomus omoxanthus Basilewsky, 1948
- Amblystomus ornatipennis (Boheman, 1848)
- Amblystomus orpheus (LaFerte-Senectere, 1853)
- Amblystomus ovalis (Sloane, 1900)
- Amblystomus pallidicolor G.Muller, 1942
- Amblystomus pallipes (Motschulsky, 1858)
- Amblystomus palustris (Blackburn, 1888)
- Amblystomus parvus (Blackburn, 1888)
- Amblystomus photophilus Basilewsky, 1948
- Amblystomus picinus Baudi di Selva, 1864
- Amblystomus posticalis Basilewsky, 1953
- Amblystomus pulchellus G.Muller, 1942
- Amblystomus punctatus Bates, 1892
- Amblystomus quadriguttatus (Motschulsky, 1858)
- Amblystomus quadrillum (Dejean, 1829)
- Amblystomus quadrinotatus (Dejean, 1831)
- Amblystomus quadripustulatus Jeannel, 1948
- Amblystomus quadrisignatus (boheman, 1848)
- Amblystomus raymondi Gautier des Cottes, 1861
- Amblystomus rectangulus Reitter, 1883
- Amblystomus regularis Landin, 1955
- Amblystomus resectus Andrewes, 1924
- Amblystomus rotundiceps Bates, 1892
- Amblystomus rutshuruanus Basilewsky, 1951
- Amblystomus scitus Peringuey, 1896
- Amblystomus seriepunctatus Basilewsky, 1948
- Amblystomus seyrigi Alluaud, 1935
- Amblystomus similis Landin, 1955
- Amblystomus sloanei Andrewes, 1936
- Amblystomus somalicus Basilewsky, 1948
- Amblystomus stenolophoides (Nietner, 1858)
- Amblystomus striatus Landin, 1955
- Amblystomus subviridulus Basilewsky, 1948
- Amblystomus sudanicus Basilewsky, 1946
- Amblystomus suspectus Landin, 1955
- Amblystomus suturellus Basilewsky, 1963
- Amblystomus suturifer G.Muller, 1942
- Amblystomus tchadicus Basilewsky, 1948
- Amblystomus tetrasemus (Chaudoir, 1878)
- Amblystomus umbrifer (Chaudoir, 1876)
- Amblystomus umbrinus Landin, 1955
- Amblystomus versicolor Basilewsky, 1948
- Amblystomus villiersanus Bruneau de Mire, 1991
- Amblystomus villiersi Basilewsky, 1964
- Amblystomus viridulus (Erichson, 1843)
- Amblystomus vittipennis (Boheman, 1848)
- Amblystomus vulneratus (Dejean, 1831)
- Amblystomus zambezianus Basilewsky, 1948